# Znaczy Kapitan
Znaczy Kapitan – zbiór opowiadań o tematyce morskiej, debiut książkowy Karola Olgierda Borchardta. Inspiracją dla autora była postać kapitana żeglugi wielkiej Mamerta Stankiewicza.
Pierwszy raz zbiór opowiadań marynistycznych Znaczy Kapitan autorstwa Karola Olgierda Borchardta wydało Wydawnictwo Morskie w Gdyni w 1960 roku.

## Tematyka
Autor opisał swoją służbę na przedwojennych polskich żaglowcach szkolnych „Lwowie” i „Darze Pomorza” oraz statkach pasażerskich „Polonii” i „Piłsudskim”. Jako jeden z pierwszych marynarzy wykształconych po odzyskaniu niepodległości, opisał trudną drogę Polski do bycia państwem morskim i problemy integracji pozaborowej. Wiele miejsca poświęcił postaciom tamtych czasów związanym z morzem i relacjom między nimi. Opisuje także ciekawsze rejsy oraz swoją pracę przy szkoleniu młodych marynarzy. Osobne rozdziały Borchardt poświęca wojennym losom polskiej marynarki.
Książka wzbogacona jest licznymi zdjęciami.

## Odbiór
Sukces książki przyniósł K.O. Borchardtowi znaczną popularność oraz szereg nagród. Otrzymał między innymi Nagrodę im. Mariusza Zaruskiego (1964), Nagrodę Czerwonej Róży (1964), nagrodę Klubu Marynistów za najlepszą powieść morską XX-lecia (1965), Złoty Kłos (1966). Został też pierwszym żyjącym cudzoziemcem przyjętym do grona Znamienitych Kapitanów przy Moskiewskim Radiu i Telewizji (1970). W roku 2000 "Znaczy Kapitan" zwyciężył w plebiscycie na najpopularniejszą książkę „gdańsko-morsko-pomorską“, przeprowadzonym przez „Dziennik Bałtycki”.

## Tłumaczenia i adaptacje
Książkę przetłumaczono na język czeski, słowacki, rosyjski i angielski. Fragmenty przełożone zostały na bułgarski i esperanto. W roku 2020 Wydawnictwo "Морское Наследие" (Dziedzictwo Morskie) w Sankt Petersburgu wydało "Znaczy Kapitana" w języku rosyjskim, w tłumaczeniu Aleksandra Piotrowskiego. W 2020 córka autora, Danuta Borchardt-Stachiewicz wydała własnym sumptem własne tłumaczenie na język angielski, które jest dostępne w formie papierowej i jako audiobook.
Polski Związek Niewidomych wydał taśmę magnetofonową z nagraną książką (1973), a jedno opowiadanie zostało wydrukowane alfabetem Braille’a. 
Kilka fragmentów emitowało w 1988 Polskie Radio, a w 1999 Radio Gdańsk nadało całość książki w 50 odcinkach (adaptacja Iwony Borawskiej, czytał Grzegorz Gzyl).
Michał Juszczakiewicz wyreżyserował wersję sceniczną, wystawianą w latach 1992–1993 na statkach "Sołdku" i "Darze Pomorza".

## Zawartość zbioru
Książka zawiera 37 opowiadań (3 i 7 były ulubionymi liczbami kapitana Stankiewicza):
1. Tenanga
2. „Naj...”
3. Omne trinum perfectum
4. Niedziela
5. Guarneri
6. Ojciec Wirgiliusz
7. Elba
8. Wieża świętojańska
9. Śnieżny szkwał
10. Oxelösund
11. Król
12. Od lwiątek do wilka
13. Oban
14. Quanto Costo
15. Nordkap
16. „Oceania”
17. La muleta
18. Na ministerialnym poziomie
19. Jakub Paganel
20. Ortodroma
21. Dracului vaporul
22. Awantury arabskie
23. Duchy
24. Iceberg
25. Birbante-Rocca
26. Znaczy, co to znaczy?
27. Wojny krzyżowe
28. Klejnoty i pretorianie
29. W drodze do Itaki
30. Podróż poślubna
31. Starzy znajomi
32. Dziewicza podróż
33. Śladami Walter Scotta
34. Dar
35. Znów razem
36. W drodze do Nowej Zelandii
37. Meczet Omara